# Diopsis eisentrauti
Diopsis eisentrauti är en tvåvingeart som beskrevs av Lindner 1962. Diopsis eisentrauti ingår i släktet Diopsis och familjen Diopsidae. Inga underarter finns listade i Catalogue of Life.